# Varzy
Varzy település Franciaországban, Nièvre megyében. Lakosainak száma 1066 fő (2022. január 1.). Varzy Courcelles, Saint-Pierre-du-Mont, Villiers-le-Sec, Cuncy-lès-Varzy, Parigny-la-Rose, Marcy, Champlemy, Oudan és La Chapelle-Saint-André községekkel határos.

## Népesség
A település népessége az elmúlt években az alábbi módon változott:
| Lakosok száma | 1264 | 1227 | 1417 | 1215 | 1152 | 1103 | 1053 | 1057 | 1066 |
|               | 2013 | 2015 | 2016 | 2017 | 2018 | 2019 | 2020 | 2021 | 2022 |